# Republic Records
Republic Records je americké hudební vydavatelství, které je divizí Universal Music Group. Label založili Monte Lipman a Avery Lipman v roce 1995. V roce 1999 se vydavatelství stalo součástí Universal Motown Republic Group. Po oddělení Motown Records byl Republic Records na krátkou dobu zastaven. V roce 2006 se vrátil jako Universal Republic Records a v roce 2012 byl oživen znovu jako Republic Records.
Ve  vydavatelství působí či působili úspěšní umělci, jako Amy Winehouse, Ariana Grande, Drake, Lil Wayne, Nicki Minaj, Taylor Swift, 3 Doors Down, Post Malone nebo Austin Mahone.

## Distribuce
Republic Records zajišťuje distribuci celé řadě dalších vydavatelství, například: American Recordings, Aware Records, BME Recordings, Brushfire Records, Casablanca Records, Cash Money Records, Castro Music, Lava Records, Loma Vista Recordings, Big Machine Label Group, SRC Records, Next Plateau Entertainment, Serjical Strike Records nebo XO Inc.